# Wu-Tang: Shaolin Style
Wu Tang: Shaolin Style est un jeu vidéo développé par Paradox Development et édité par Activision. Il s’agit d’un jeu de combat sorti sur PlayStation en France en novembre 1999, en 1999 aux États-Unis, et en 2000 au Japon. Le nom du jeu fait référence au Wu Tang, lieu légendaire des arts martiaux chinois, et au groupe de hip-hop américain Wu-Tang Clan.

## Synopsis
Le dernier maître du Wu-tang, Xin, est caché dans New York, plus précisément à Staten Island avec ses 9 élèves.
Mong Zhu, un autre maître, veut s'emparer du pouvoir des Maîtres Shaolin pour dominer le monde. Le joueur devra traverser et remporter les 36 arènes afin d'arriver jusqu'au combat final qui sauvera le monde de la tyrannie de Mong Zu.

## Accueil
Le jeu a reçu des critiques globalement mitigées. Le site GameRankings, qui effectue des moyennes à partir de nombreuses publications, lui attribue un score de 68 %.